# Chrysocercops castanopsidis
Chrysocercops castanopsidis là một loài bướm đêm thuộc họ Gracillariidae. Nó được tìm thấy ở Nhật Bản (Honshū, Iriomote, Isigaki, Okinawa and Shikoku).
Sải cánh dài khoảng 6,2–8 mm.
Ấu trùng ăn Castanopsis cuspidata, Castanopsis sieboldii, Lithocarpus glaber và Pasania glabra. Chúng có thể ăn lá nơi chúng làm tổ.